# Oberonia complanata
Oberonia complanata es una especie de orquídea de hábitos epifitas, originaria de Australia.

## Descripción
Es una orquídea de tamaño pequeño, que prefiere el clima cálido al frío. Tiene hábitos epifitas con 4 a 6 hojas de color verde amarillentas, carnosas, comprimidas y arqueadas. Florece en desde el verano hasta el otoño en una inflorescencia arqueada, de  10 a 20 cm de largo con muchas flores y con unas brácteas pequeñas hacia la base.

## Distribución y hábitat
Se encuentra en Queensland y Nueva Gales del Sur en Australia en las selvas, matorrales costeros, manglares y quebradas húmedas a altitudes de 10 a 500 metros.

## Taxonomía
Oberonia complanata fue descrita por (A.Cunn.) M.A.Clem. & D.L.Jones y publicado en Australian Orchid Research 1: 98. 1989.
Etimología
Oberonia: nombre genérico que fue nombrado en referencia a Oberon el Rey de las Hadas en alusión a sus insignificantes flores.
complanata: epíteto latino que significa "aplanada".
Sinonimia
- Dendrobium complanatum A.Cunn.
- Oberonia fitzgeraldiana Schltr.
- Oberonia iridifolia F.Muell.
- Oberonia muelleriana Schltr.[4][5]